# Atomeka Press
Atomeka Press var ett brittiskt serieförlag, grundat 1988 av Dave Elliot och Garry Leach. Den första titeln var antologitidningen, A1 med verk från serieskapare som Ted McKeever, Alan Moore, Glenn Fabry och Simon Bisley.